# لا كراو
لا كراو هي إحدى البلديات في مقاطعة فار في منطقة بروفانس ألب كوت دازور في جنوب شرق فرنسا.

## المدن التوأم
توأمت لا كراو مع:
- سويسرا فيلنوف، فود، سويسرا، منذ عام 1987
- إيطاليا روسا، إيطاليا، منذ عام 2006
- ألمانيا شالشتات، منذ عام 2018